# Park Narodowy Doliny Kidepo
Park Narodowy Doliny Kidepo – park narodowy w północno–wschodniej Ugandzie, założony w 1962 roku. Zajmuje powierzchnię 1399 km² i przylega do granic Kenii i Sudanu Południowego. W krajobrazie we wschodniej części dominuje góra Morungole. Park daje schronienie dla ponad 77 gatunków ssaków i 475 gatunków ptaków. 